# Bismark (Altmark)

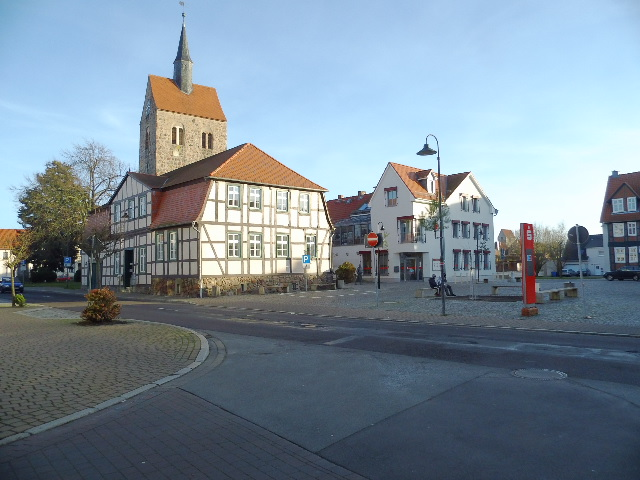
Marktplatz in Bismark

Bismark (Altmark) ist eine Stadt im Herzen der Altmark, gelegen im Landkreis Stendal im Norden Sachsen-Anhalts, Deutschland. Der mittelalterliche Flecken und Wallfahrtsort schwang sich in der Frühen Neuzeit zur Stadt auf. In der Moderne festigte sie die zentralörtliche Funktion für die umliegenden Ortschaften. Dies führte über die Zwischenstufe Verwaltungsgemeinschaften zur Gründung der Einheitsgemeinde.

## Geographie

### Lage
Bismark (Altmark) liegt mittig in der Altmark. Die Entfernung der Kernstadt zur Kreisstadt Stendal beträgt rund 22 km in südöstlicher Richtung, zur Landeshauptstadt Magdeburg zirka 60 km nach Süden.

### Stadtgliederung
Die Stadt ist in 20 Ortschaften (ehemalige Gemeinden) gegliedert. Zu ihnen gehören gleichnamige und andere Ortsteile mit Wohnplätzen.
- Badingen
  - Badingen mit Neuhof
  - Klinke
- Berkau
  - Berkau
  - Wartenberg
- Bismark (Altmark)
  - Bismark
  - Arensberg
  - Döllnitz
  - Poritz
- Büste
- Dobberkau
  - Dobberkau
  - Möllenbeck mit Katharinenhof
- Garlipp
- Grassau
  - Grassau
  - Bülitz
  - Grünenwulsch
- Hohenwulsch
  - Hohenwulsch
  - Beesewege
  - Friedrichsfleiß
  - Friedrichshof mit Schmoor
- Holzhausen
- Käthen
  - Käthen mit Bahnhof Vinzelberg und Deetzerwarthe
- Kläden
  - Kläden
  - Darnewitz
- Könnigde
- Kremkau
- Meßdorf
  - Meßdorf
  - Biesenthal
  - Schönebeck
  - Späningen
- Querstedt
  - Querstedt
  - Deetz
- Schäplitz
- Schernikau
  - Schernikau mit Hof Muhl
  - Belkau
- Schinne
- Schorstedt
  - Schorstedt
  - Grävenitz
- Steinfeld (Altmark)
  - Steinfeld
  - Schönfeld

### Nachbargemeinden
|               |                  | Osterburg (Altmark) |
| Kalbe (Milde) | Nachbargemeinden | Rochau              |
| Gardelegen    |                  | Stendal             |

### Oberflächenform und Böden
Bismark schmiegt sich in eine nach Nordosten öffnende Senke inmitten einer weiten Ebene mit fruchtbaren Böden.

## Geschichte

### Herkunft und Entwicklung des Ortsnamens
Der Ortsname setzt sich aus zwei Wortteilen zusammen, von denen der zweite, „-mark“, auf den althochdeutschen Begriff für Gegend, Gebiet, Grenzland zurückgeht. Für den ersten Wortteil „Bis-“ gibt es hingegen konkurrierende Herleitungen:
So findet sich einerseits die Herleitung aus Biese. Der Flussname stammt vermutlich ursprünglich aus dem Niederländischen und heißt auf Deutsch Binse. Das Wort führten die Einwanderer ein, als sie zur Trockenlegung der Biese von Albrecht dem Bären (* um 1100) um 1100 dort angesiedelt wurden.

Die zweite Herleitung bezieht sich auf die Biscopesmark (‚Bischofsgebiet‘), eine landwirtschaftliche Exklave des Bischofs von Havelberg bei Werben am linken Ufer der Elbe im Bistum Halberstadt. Diese war als Ernährungsgrundlage des Bistums von Havelberg gedacht, wenn es dort zu Unruhen kam und eine geordnete Ernährung nicht möglich war. Dies geht klar aus dem lateinischen Dokument vom 20./21. Oktober 1209 hervor, in welchem Albrecht II., Markgraf von Brandenburg, jenen Besitz Sigibodo, Bischof von Havelberg als Eigentum bestätigt. Eine entsprechende Studie veröffentlichten die Altmark-Blätter, Heimatbeilage der Altmark Zeitung am 15. April 2006.
Im Laufe der Jahrhunderte zeigte der Ortsname die üblichen Variationen. Das Landbuch der Mark Brandenburg von 1375 schrieb ihn in den Formen „Bysmarke“ und „Bismark“. Dann hieß es 1687 „Biszmarck“ und 1804 „Bismark“. Zur besseren Unterscheidung erhielt die Stadt 1936 den Zusatz „(Altmark)“.
Die Familie Bismarck mit ihrem bekanntesten Vertreter Otto von Bismarck entlehnte ihren Namen vermutlich von der hiesigen Ortschaft.

### Mittelalter
Über die Geschichte der Stadt bis 1676 wurde wenig überliefert, da in jenem Jahr eine Feuersbrunst die ganze Ortschaft mit Stadtkirche und Rathaus zerstörte.
Die zukünftige Altmark erfasste im 12. Jahrhundert die Deutsche Ostsiedlung, die hier zunehmend den Charakter eines Landesausbaus der Mark Brandenburg annahm. Während jener hochmittelalterlichen Phase entstand an der Straße von Kalbe nach Stendal das Dorf Bismark im Schutz einer Burg. Sie überlieferte keine schriftlichen Spuren. Der zugehörige, kleine Hügel blieb in den Gärten der Häuser Alte Straße 37/38 erhalten (stark abgetragen und verändert, noch 3 bis 4 m hoch, 1753 Reste eines herumgezogenen Grabens erkennbar, Funde von blaugrauen Scherben des 13. Jahrhunderts, Sage von einer goldenen Wiege). 1209 stellte Albrecht II. in Biskopesmarck eine Urkunde aus (siehe im Kapitel Herkunft des Ortsnamens). Das dermaßen benannte Gebiet gehörte dem Bischof von Havelberg. Klaus Werner von Bismarck bezweifelte in o. g. Altmark-Blättern die Gleichsetzung des Ausstellungsorts mit der hiesigen Siedlung. In diesem Fall fand die Ersterwähnung 1263 mit dem Personennamen nicolaus de bismarke statt.
Inzwischen ein Flecken, umgab Bismark eine Befestigung aus Wällen und Gräben. Ein- und Auslass gewährten das Kalbesche Tor im Westen, das Stendalische im Osten und das Gardelegensche im Süden. Innerhalb erstreckte sich ein rechteckiger Grundriss mit einer West-Ost-Hauptstraße. Die später ergänzte Parallelstraße leitete vom Stadtkern gen Westen. Zwischen beiden lag der rechteckige Marktplatz mit dem 1413 bezeugten Rathaus. Östlich schloss sich der Kirchplatz mit der Pfarrkirche an. Sie unterstand dem Balsambann genannten Archidiakonat im Bistum Halberstadt.

Dessen Bischof hielt sich laut der Sage von der Goldenen Laus öfter hier auf. Er nahm an der Wallfahrt nach Bismark teil. Sie gebar das Jahr 1350, just der Zeitpunkt als der Schwarze Tod in Norddeutschland einzog. Vom Kirchhof führte die sogenannte Heilige Straße aus der Befestigung heraus, ein kleines Stück nach Süden zur Wallfahrtskirche zum Heiligen Kreuz. Noch während des Spätmittelalters brach eines Tags aufgrund übermäßigen Bierkonsums eine Massenschlägerei aus. Daraufhin beendete die Kirche mittels Anordnung die Pilgerei für immer.
Die von Alvensleben erwarben 1324, ein Jahr nach dem Ende des Brandenburgischen Interregnums die Vogtei, Burg und Stadt Kalbe sowie im späten 14. Jahrhundert Bismark. Während der Zeit der Wittelsbacher kumulierten einzelne, separate Teile zur Verwaltungseinheit und Landschaft Altmark. Aufgrund der Besitzverhältnisse kam Bismark als Exklave zur Landreiterei Salzwedel vor Perver Tor (späterer Arendseeischer Kreis). Die eben erwähnten Schlossgesessenen hielten in ihrer Mediatortschaft (Gegenteil von unmittelbar landesherrlich) die Höhere und Niedere Gerichtsbarkeit. Sie gewährten die Gerechtsame zum Abhalten eines Jahrmarkts, belegt durch das 1370 genannte Stättegeld. Die gleiche Abgabe zahlten Bäcker und Schlachter für ihre permanenten Verkaufsbänke. Hauptsächlich lebte das Stedichen aber von Ackerbau und Viehhaltung.
Das Landbuch der Mark Brandenburg von 1375 sprach vom plebano in Bysmarke (‚Pfarrer in Bismark‘, siehe Stadtkirche) und von Rule in Bismark, Rule (der Bürger nahm vom Vollbauern Hans Polkow aus Erxleben bei Osterburg 1 Wispel Hafer und aus Klein Möringen 3 Zählstücke, 8 Pfennig ein). Mehr Informationen stellte das Urbar zur Ortschaft nicht zur Verfügung. Das Umland, die meisten der heutigen Ortsteile erhielten hingegen ein mehr oder weniger ausführliches Dorfregister. Lediglich Deetz und Klinke fehlten (Friedrichsfleiß und Neuhof existierten noch nicht). Alle lagen in der Herrschaft Bartensleben (späterer Stendalischer Kreis), die einzige Ausnahme war Käthen in der Landreiterei Tangermünde (Tangermündescher Kreis).
Bismark blieb das Mittelalter über ein Flecken, empfing vermutlich nie eine förmliche Erteilung des Stadtrechts, zeigte 1449 klare dörfliche Abgabenverhältnisse. Es gewann, neben dem bereits aufgezählten Rathaus, jedoch weitere städtische Elemente hinzu. Der (Stadt-)Rat bestand 1464 zunächst aus einem Ratsherrn, dann aus zwei solcher und dem Bürgermeister. Vom Jahrmarkt und noch mehr vom Durchgangsverkehr via Deetzer Warte profitierte das Braugewerbe. Im Jahr 1471 besaßen 21 von 75 Bürgern die Braugerechtsame. Sie schlossen sich in einer Zunft zusammen, welche die Fleckenherren 1491 privilegierten. Bereits 1486 erteilten sie die Zunftordnung der Bäcker, dann 1501 die der Töpfer. Den Jahrmarkt suchten auch Bürger von Städten auf. 1494 zahlten Gewandschneider und Tuchmacher aus Osterburg, Stendal und Tangermünde dafür etwa 5 Gulden Stättegeld. Da solche Feste länger andauerten, bot sich ausreichend Zeit für Geschäfte.

### Neuzeit
Im Dreißigjährigen Krieg erlitt Bismark mehrfach Plünderungen. Um 1700 wurden die Wallanlagen planiert.

### Eingemeindungen
Außerhalb der Stadt zählten zunächst nur verschiedene Ziegeleien hinzu. 1844 errichtete der Brauer Christoph Mundt 1⁄8 Preußische Meile südöstlich auf einem Acker das Etablissement Mundtsche Ziegelei. Dann war jeweils vom Wohnplatz die Rede: 1895 Ziegelei, 1905 Ziegeleien und 1931 Ziegelei Timmer an der Wartenberger Chaussee. 1973 erfolgten die Eingemeindungen von Arensberg, Döllnitz und Poritz.
Im Jahr 2009 beschlossen 19 Gemeinderäte (jeweiliges Datum in Klammern) einen Gebietsänderungsvertrag. Den Antrag vom 29. Juni genehmigte das Innenministerium Sachsen-Anhalt am 5. August und veröffentlichte der Landkreis Stendal als untere Kommunalaufsichtsbehörde am 12. August. Der Vertrag löste mit seinem Inkrafttreten am 1. Januar 2010 die nachfolgend aufgelisteten Gemeinden sowie die Verwaltungsgemeinschaft Bismark/Kläden auf. Es entstand die Einheitsgemeinde Stadt Bismark (Altmark).
- Badingen (18. Juni 2009)
- Berkau (15. Juni 2009)
- Bismark (Altmark) (4. Juni 2009)
- Büste (18. Juni 2009)
- Dobberkau (23. Juni 2009)
- Garlipp (17. Juni 2009)
- Grassau (25. Juni 2009)
- Hohenwulsch (2. Juni 2009)
- Holzhausen (11. Juni 2009)
- Käthen (15. Juni 2009)
- Kläden (11. Juni 2009)
- Könnigde (25. Juni 2009)
- Kremkau (11. Juni 2009)
- Meßdorf (4. Juni 2009)
- Querstedt (22. Juni 2009)
- Schäplitz (22. Juni 2009)
- Schernikau (23. Juni 2009)
- Schorstedt (9. Juni 2009)
- Steinfeld (Altmark) (11. Juni 2009)

Die eingeflossene Stadt und nunmehrige Ortschaft Bismark bildete einen Ortschaftsrat mit 9 Mitgliedern einschließlich Ortsbürgermeister. Analog verfuhren die weiteren Ortschaften. Durch den Zusammenschluss erhöhte sich die Fläche Bismarks (Altmark) von 33 auf 274 km², die Einwohnerzahl stieg auf das Zweieinhalbfache.
Am 1. September 2010 stieß noch die Gemeinde Schinne hinzu, die seit dem 1. Januar desselben Jahrs von Bismark (Altmark) mitverwaltet worden war.

### Einwohnerentwicklung

#### Stadt
Während des Mittelalters lebten wohl höchstens 500 bis 600 Menschen in Bismark.
| Jahr | Einwohner | Bemerkung   |
| ---- | --------- | ----------- |
| 1722 | 365       | ohne Frauen |
| 1730 | 530       |             |
| 1740 | 631       |             |
| 1750 | 606       |             |
| 1770 | 669       |             |
| 1771 | 678       |             |
| 1780 | 667       | mit Militär |
| 1790 | 720       | mit Militär |
| 1801 | 842       | mit Militär |
| 1816 | 949       |             |

| Jahr | Einwohner | Bemerkung      |
| ---- | --------- | -------------- |
| 1818 | 0949      |                |
| 1840 | 1593      |                |
| 1848 | 1637      |                |
| 1864 | 1927      |                |
| 1871 | 2065      |                |
| 1885 | 2125      |                |
| 1895 | 2319      | mit Ziegelei   |
| 1905 | 2587      | mit Ziegeleien |
| 1925 | 2555      |                |
| 1939 | 2630      |                |

| Jahr | Einwohner |
| ---- | --------- |
| 1946 | 3412      |
| 1964 | 3056      |
| 1971 | 3115      |
| 1981 | 3654      |
| 1993 | 3386      |
| 2006 | 3258      |
| 2021 | [00]2391  |
| 2022 | [00]2340  |
| 2023 | [00]2320  |

Beleg, wenn nicht angegeben:

#### Einheitsgemeinde
| Jahr | Einwohner |
| ---- | --------- |
| 2010 | 9.103     |
| 2011 | 8.926     |
| 2012 | 8.761     |
| 2013 | 8.639     |
| 2014 | 8.512     |

| Jahr | Einwohner |
| ---- | --------- |
| 2015 | 8.449     |
| 2016 | 8.363     |
| 2017 | 8.398     |
| 2018 | 8.269     |
| 2019 | 8.167     |

| Jahr | Einwohner |
| ---- | --------- |
| 2020 | 8.114     |
| 2021 | 8.074     |
| 2022 | 7.962     |
| 2023 | 7.927     |

Beleg:

## Politik

### Stadtrat
Der Stadtrat vertritt die Interessen der Bürger aller Ortschaften der Einheitsgemeinde Bismark (Altmark).
Nach der Kommunalwahl am 9. Juni 2024 ergab sich folgende Sitzverteilung (in Klammern Sitze nach der Wahl von 2019):
- 5 Sitze AfD
- 4 Sitze CDU (4 Sitze)
- 3 Sitze Freie Wählergruppe Bismark (4 Sitze)
- 3 Sitze Wählergemeinschaft Wir für euch in der Einheitsgemeinde Bismark
- 1 Sitz jeweils für
  - SPD (2 Sitze)
  - Die Linke (2 Sitze)
  - Unabhängige Wählergemeinschaft Dobberkau (1 Sitz)
  - Wählergemeinschaft Berkau (1 Sitz)
  - Einzelbewerber Raatz

Es wurden 4 Frauen gewählt. Von 6.765 Wahlberechtigten hatten 4.568 ihre Stimme abgegeben, die Wahlbeteiligung betrug damit 67,52 Prozent.

### Bürgermeisterin der Stadt
Seit Januar 2017 ist Annegret Schwarz Bürgermeisterin. Sie wurde am 23. Oktober 2016 als Nachfolgerin von Verena Schlüsselburg gewählt, die am 7. Juni 2009 im ersten Wahlgang zur Bürgermeisterin gewählt worden war.

### Ortschaftsrat
Der Ortschaftsrat vertritt die Interessen der Bürger der Ortschaft Bismark.
Die Ortschaftsratswahl am 9. Juni 2024 lieferte folgendes Ergebnis:
- 2 Sitze AfD
- 2 Sitze Wählergemeinschaft Wir für euch in der Einheitsgemeinde Bismark
- 2 Sitze Freie Wählergruppe Bismark
- 1 Sitz jeweils für
  - CDU
  - SPD
  - Die Linke

Gewählt wurden 9 Ortschaftsräte. Von 2.248 Wahlberechtigten hatten 1.352 ihre Stimme abgegeben, die Wahlbeteiligung betrug damit 60,14 Prozent.

### Wappen

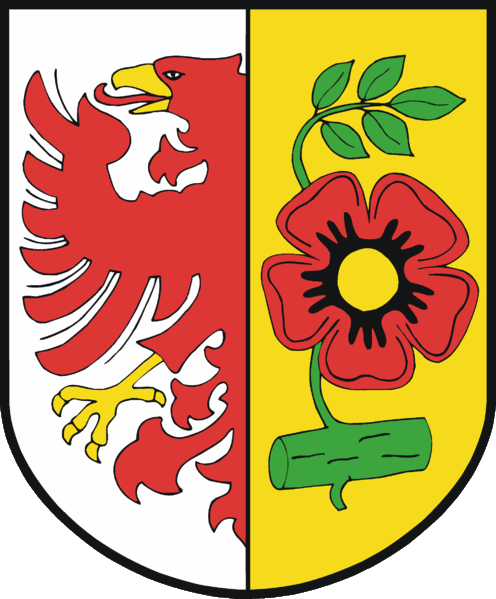
Das Wappen der Ortschaft Bismark

Die Einheitsgemeinde Stadt Bismark (Altmark) verfügt über kein eigenes genehmigtes Wappen. Es ist die Aufgabe des Stadtrats darüber zu entscheiden.
Für die Ortschaft Bismark lautet die Wappenbeschreibung: „Gespalten von Silber und Gold; vorn ein golden bewehrter roter Adler am Spalt, hinten eine rote Rose mit goldenem Butzen, grünem Blatt und Stiel.“
Das halbe Wappentier auf der heraldisch rechten Seite des Schilds – der Brandenburgische Adler – zeigte die Zugehörigkeit der Altmark zur Mark Brandenburg an. Die natürliche Rose stammte wohl aus dem Wappen derer von Alvensleben, denen Bismark über Jahrhunderte gehörte. Ein Siegelabdruck von 1494 vertauschte die beiden Felder.

## Kultur und Sehenswürdigkeiten
Die gleichnamigen Kapitel der einzelnen Ortsteile enthalten weitere Details.

### Theater und Museen
- Heimatstube Bismark, im Bürgerhaus Bismark, Breite Straße 49, Ausstellung zur Stadtgeschichte und über Wilhelm Lüdecke, geöffnet auf Anfrage
- Infozentrum Naturlehrweg Hohenwulsch, mit Baummuseum, Bienenhaus, Nistkästen, Tierpräparaten, Grill- und Spielplatz, geöffnet nach Voranmeldung

### Bauwerke
Ein Stadtbrand äscherte 1676 ganz Bismark ein. 1709 wurde staatlicherseits angeordnet die Strohdächer abzuschaffen, soweit das Vermögen des Bürgers dies zuließ. Die Bürgerschaft wehrte sich mit dem Argument, dass kein Haus ein steinernes Dach tragen könnte. Entsprechend deckte Stroh anno 1801 weiterhin zwei Drittel der 100 Häuser, allesamt Fachwerkhäuser. Vermutlich Brandstiftung löste den Stadtbrand von 1803 aus. Er vernichtete 19 Wohnhäuser einschließlich ihrer Scheunen und Ställe, 35 Familien verloren Hab und Gut. Die in Mitleidenschaft gezogene Hauptstraße wurde im Anschluss zwischen Marktplatz und Döllnitzschem Tor (anfangs Kalbesches Tor genannt) begradigt und verbreitert.
- Die Deetzer Warte ist einer von zwei erhalten gebliebenen altmärkischen Landwehr-Warttürme.

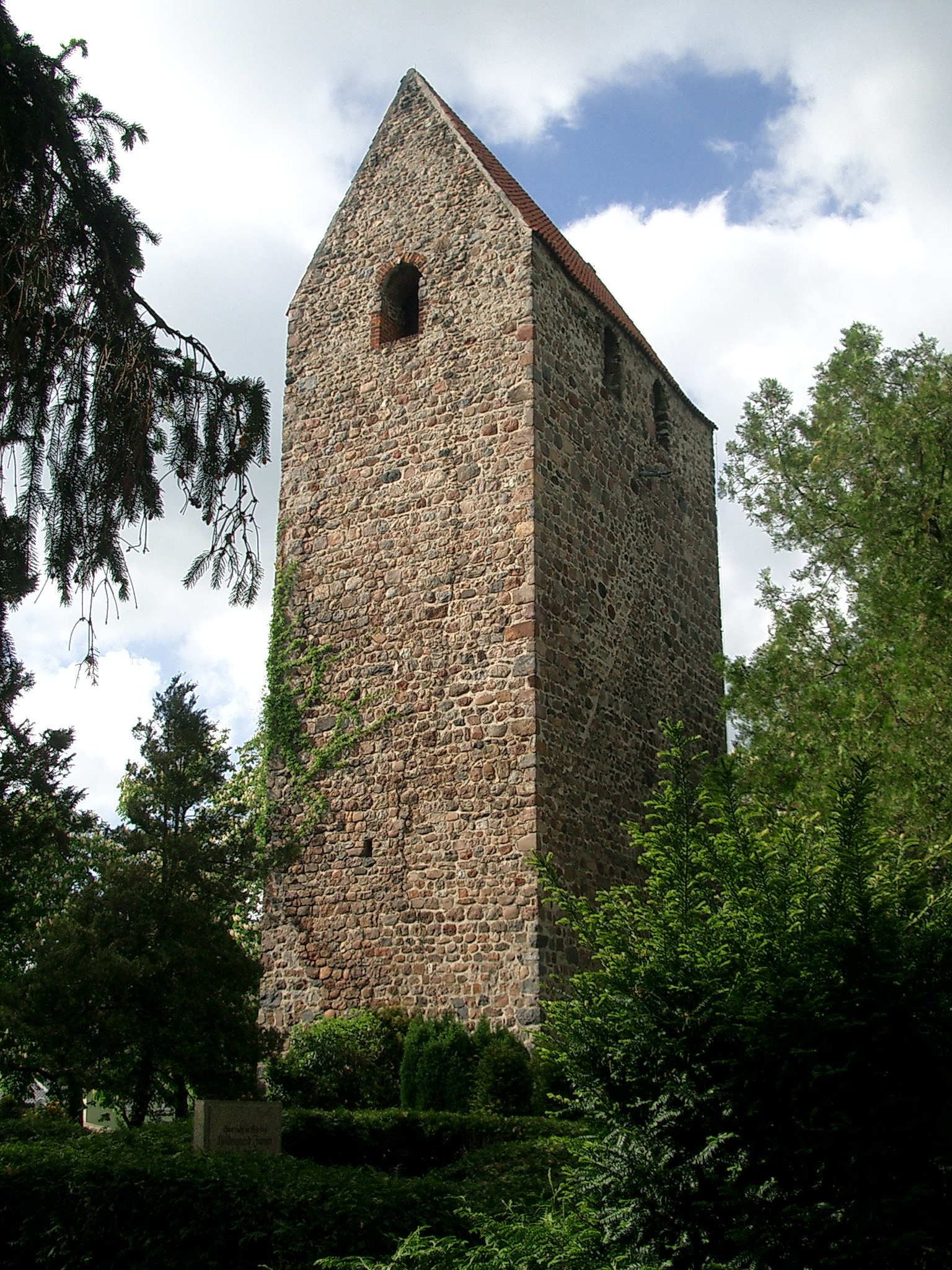
Die Goldene Laus – das Wahrzeichen der Stadt

- Die Goldene Laus – eine feldsteinerne Kirchturmruine – gilt als Wahrzeichen von Bismark. Einzig sie blieb von der Wallfahrtskirche zum Heiligen Kreuz erhalten. Der Sage nach habe man diese einst an der Stelle errichtet, an der eines Nachts ein leuchtendes Kreuz vom Himmel gefallen sei. In der Tat berichtet die Magdeburger Schöppenchronik von Pilgerscharen, die sich um die Mitte des 14. Jahrhunderts zur Zeit der großen Pest nach „bismarke“ bewegten, um dort Schutz und Heilung von einem wundertätigen Kreuz zu erhalten. Sie kamen, um zu beten und sie opferten, um ihren Gebeten Nachdruck zu verleihen. Zuletzt, so berichtet die Chronik, schlug und mordete man sich wegen der Opfergaben und die Wallfahrt versiegte. Zu vermuten ist, dass die Kirche dann letztlich nicht mehr genutzt wurde und verfiel. Das verbliebene Mauerwerk des Kirchenschiffs wurde zu Beginn des 19. Jahrhunderts abgetragen.

Die Ruine trägt seit jeher den merkwürdigen Namen „Goldene Laus“. Darüber berichtet die Sage, dass man in alten Zeiten oben im Turm eine riesige Laus, gefesselt an einer goldenen Kette, gefangen hielt. Sie musste täglich mit einem Pfund Fleisch gefüttert werden und Wein soff sie auch. In ihr habe der Teufel oder zumindest ein höllisches Geschöpf gesteckt. Der Wahrheit sehr viel näher ist wohl aber eine andere Erklärung. Demnach war an der Ruine noch lange der Rest einer golden gehaltenen lateinischen Inschrift zu lesen: LAUS DEO (Lob Gottes). Angesichts der reichen Opfergaben habe der Volksmund dann daraus in ironischer Manier den Namen „Goldene Laus“ geprägt.
An dem zum Ende des 19. Jahrhunderts schon arg beschädigten Turm wurden 1899 die ersten Erhaltungsmaßnahmen vorgenommen und es wurde eine Holztreppe eingebaut. 1912 nahm man eine gründliche Sanierung der stark verwitterten Außenmauern vor. Schon ab 1916 bildeten sich dann an der Nord- und Südseite des Turmes Risse, die sich stetig verbreiterten. Ursache war die sich neigende Ostwand, der nach dem Abtragen des Kirchenschiffes die Stütze fehlte. Außerdem war ihr Fundament, das nur aus lose geschütteten Steinen bestand, völlig unzureichend. Dieser Mangel und die Schäden wurden mit hohem technischem Aufwand im Jahr 1934 nachhaltig beseitigt und das Bauwerk konnte wieder bestiegen werden. In den 1990er Jahren musste die Laus wegen Bruchgefahr der Treppe wiederum gesperrt werden.
Eine sehr erfolgreiche Spendenaktion ermöglichte dann 1998 die notwendige Reparatur und die Wiederöffnung der Goldenen Laus. Für weitere Erhaltungsmaßnahmen wurde die Spendenaktion fortgesetzt. 2004 bildete sich der Goldene-Laus-Verein mit der Zielsetzung, die Erhaltung des Denkmals zu fördern und zu unterstützen. Das gelang vortrefflich. 2005 kam es zu einer sehr umfassenden und gründlichen Sanierung des Turmes. Der Verein schaffte es, das öffentliche Interesse für das altehrwürdige Bauwerk zu wecken und es zu einem attraktiven Bestandteil des heimatlichen Kulturlebens zu machen. Eine von Heinz-Werner Pfister bildhauerisch gestaltete Figurengruppe im Inneren des Gebäudes veranschaulicht Sage und Historie der Goldenen Laus auf eindrucksvolle Weise. Der Verein ermöglicht auch geführte Besichtigungen.
- Die Stadtkirche Bismark wurde ab der 1. Hälfte des 13. Jahrhunderts als romanische, dreischiffige Basilika errichtet. Der Umbau des sehr kurzen Langhauses im 14. Jahrhundert zur Stufenhalle hinterließ prägnante Spuren (zurückgesetzte innere Wände der Seitenschiffe, quadratische Aufsätze der sonst runden Pfeiler des Mittelschiffs).[19] Um 1375 erhielt der Pfarrer laut Landbuch der Mark Brandenburg 14 Scheffel Roggen und Gerste aus Schinne, umgerechnet 0,5833 Zählstück.[5] Der Stadtbrand von 1676 zerstörte das Gotteshaus einschließlich Turm und Glocken. Den Neuguss Letzterer bezahlte Gebhard von Alvensleben. Der Patronatsherr beaufsichtigte zudem den Wiederaufbau 1677.[50] Die Vergrößerung zahlreicher Fenster im 19. Jahrhundert veränderte die Gestalt merklich.[19][50] 1904 fand eine Restaurierung statt.[19] Die evangelische Kirche ist das älteste erhaltene Gebäude der Stadt.

### Ehren- und Kleindenkmäler

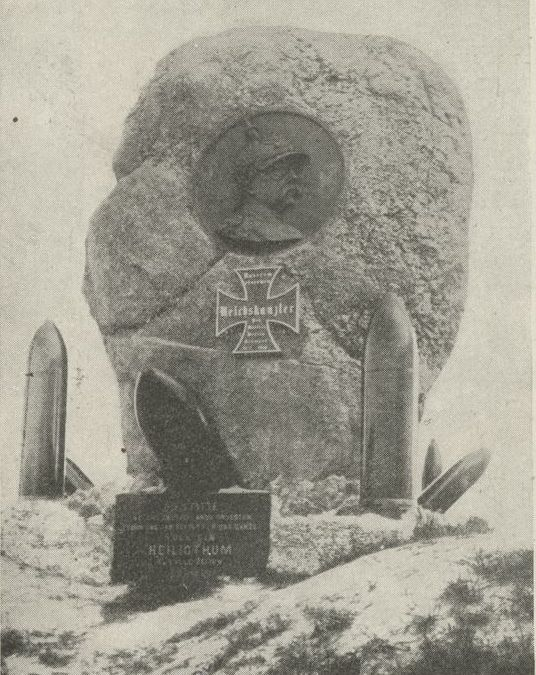
Das Bismarck-Denkmal von 1910 verwendete ein Hünengrab

- Wimenty Musial (1908–1942) und Antonina Tuczkow (1924–1941) würdigen granitene Namenstafeln auf ihren Grabstätten auf dem städtischen Friedhof. Sie wurden zu Opfern der Zwangsarbeit in der Zeit des Nationalsozialismus.
- Bismarck-Stein Bismark, Straße der Jugend
- Distanzsteine in Grassau, Käthen, Schernikau, Schorstedt, Schäplitz und Schönfeld
- Ehrenmal für die Opfer von Krieg und Gewalt Späningen, Biesenthaler Straße, gedenkt der Gefallenen und Vermissten des 1. und 2. Weltkriegs, 2019 saniert
- Elise-und-Otto-Hampel-Gedenkstein Bismark, eingeweiht am 27. Oktober 2019
- Kriegerdenkmäler Bismark (vor Stadtkirche) und Schinne (Hauptstraße)

### Naherholung
- Freibad „Kolk“ Bismark, Döllnitzer Straße 24
- Naturlehrweg Hohenwulsch, zahlreiche Lehrtafeln zur heimischen Natur, drei Rundkurse über 3 km, 7 km und 13 km
- Schäferweg, 17 km langer Rundwandweg, von Kläden über Grünenwulsch, Bülitz, Beesewege, Garlipp und Schäplitz zurück nach Kläden, steigungsfrei, Natur-, Pflaster- und Asphaltwege
- Waldschwimmbad Dobberkau / Möllenbeck, Am Mühlenberg

### Regelmäßige Veranstaltungen
- Steinfelder Klingsteinlauf: am letzten Samstag im Mai, Volkssporttag für Läufer, Spaziergänger und Walker, in mehreren Kategorien vergebener Klingstein-Pokal, benannt nach volkstümlicher Bezeichnung des am höchsten gelegenen Findlings des Großsteingrabs bei Steinfeld, initiiert 2009 zum 800-jährigen Dorfjubiläum
- Internationale Meßdorfer Musikfesttage: Samstagabende im August/September, Abschlusskonzert am Tag der deutschen Einheit und Adventskonzert am zweiten Adventsdonnerstag, Konzertreihe mit Organisten, Solisten, Instrumental- und Vokalensembles, seit 1999
- Steinfelder Bauernmarkt: am letzten Samstag im September, Markt mit regionalen Produkten, traditionellem Handwerk und Kulturprogramm, seit 1995
- Klädener Adventsmarkt: am ersten Adventssonntag, rund um den Schlossplatz, mit Märchenwald einschließlich Weihnachtspostamt und Märchentante, zahlreichen Händlern sowie Bühnenprogramm und weiteren Veranstaltungen, wie zum Beispiel einer Rassekaninchenausstellung, seit 1992

## Wirtschaft und Infrastruktur

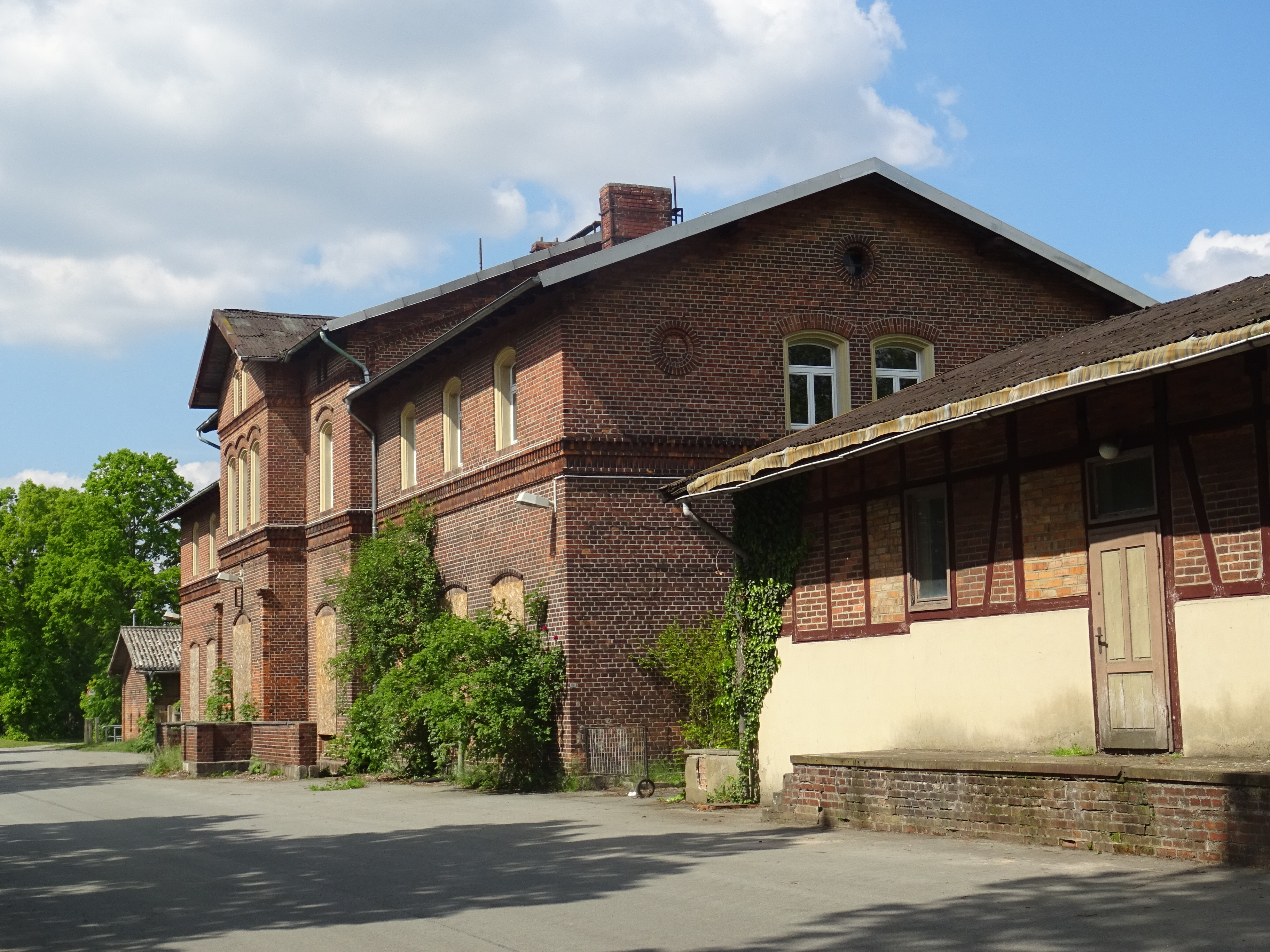
Der Bahnhof Hohenwulsch, Straßenseite

### Unternehmen
Im Jahr 1889 entstand in der Stendaler Straße eine Molkerei. Nach der Herstellung des ersten Käses 1948 entwickelte sich eine Käsefabrik. Sie wurde bis 1992 fortgeführt, zuletzt als Molkereigenossenschaft Bismark. Aus einer stillgelegten Konservenfabrik ging ein von 1959 bis 1991 betriebener Geflügelschlachthof hervor.

### Verkehr
Es verkehren Linienbusse der Regionalverkehrsbetriebe Westsachsen (RVW) unter dem Markennamen stendalbus sowie der Personenverkehrsgesellschaft Altmarkkreis Salzwedel mbH (PVGS).
Der Bahnhof Bismark (Altm) lag an der Bahnstrecke Hohenwulsch–Kalbe. Am 9. Juni 2001 verkehrte der letzte Zug, darnach wurde der Zugverkehr eingestellt. Der nächste Bahnhof ist Hohenwulsch an der Bahnstrecke Stendal–Uelzen. Durch die Eingemeindungen liegen außerdem die Bahnstationen Vinzelberg, Steinfeld (b Stendal), Kläden (Kr Stendal) und Meßdorf (seit 10. Dezember 2017 nicht mehr bedient) auf dem bismarkischen Stadtgebiet.

## Religionen
Die Volkszählung in Deutschland 2022 zeigte, dass von den 7.854 Einwohnern der Stadt Bismark (Altmark) rund 32 % der evangelischen und rund 2 % der katholischen Kirche angehörten.
- Die evangelische Stadtkirche markiert die Ortsmitte. Ihre Kirchengemeinde wird betreut vom Pfarrbereich Bismark im Kirchenkreis Stendal im Bischofssprengel Magdeburg der Evangelischen Kirche in Mitteldeutschland.[52]

- Das neuapostolische Gotteshaus befindet sich in der Kirchhofstraße. Es zählt zur Neuapostolischen Kirche Mitteldeutschland.

- Die ehemalige katholische Heilig-Kreuz-Kirche an der Bahnhofstraße wurde 1954/55 erbaut. Die Pfarrvikarie betreute ab 1987 die Kuratie in Meßdorf mit. Ab 2010 unterstand Heilig Kreuz zu Bismark der Pfarrei Sankt Anna zu Stendal. Ende 2014 erfolgte die Profanierung der Kirche.[53]

- Die Wallfahrtskirche zum Heiligen Kreuz stammt aus der Zeit um 1200 (siehe Goldene Laus).[19]

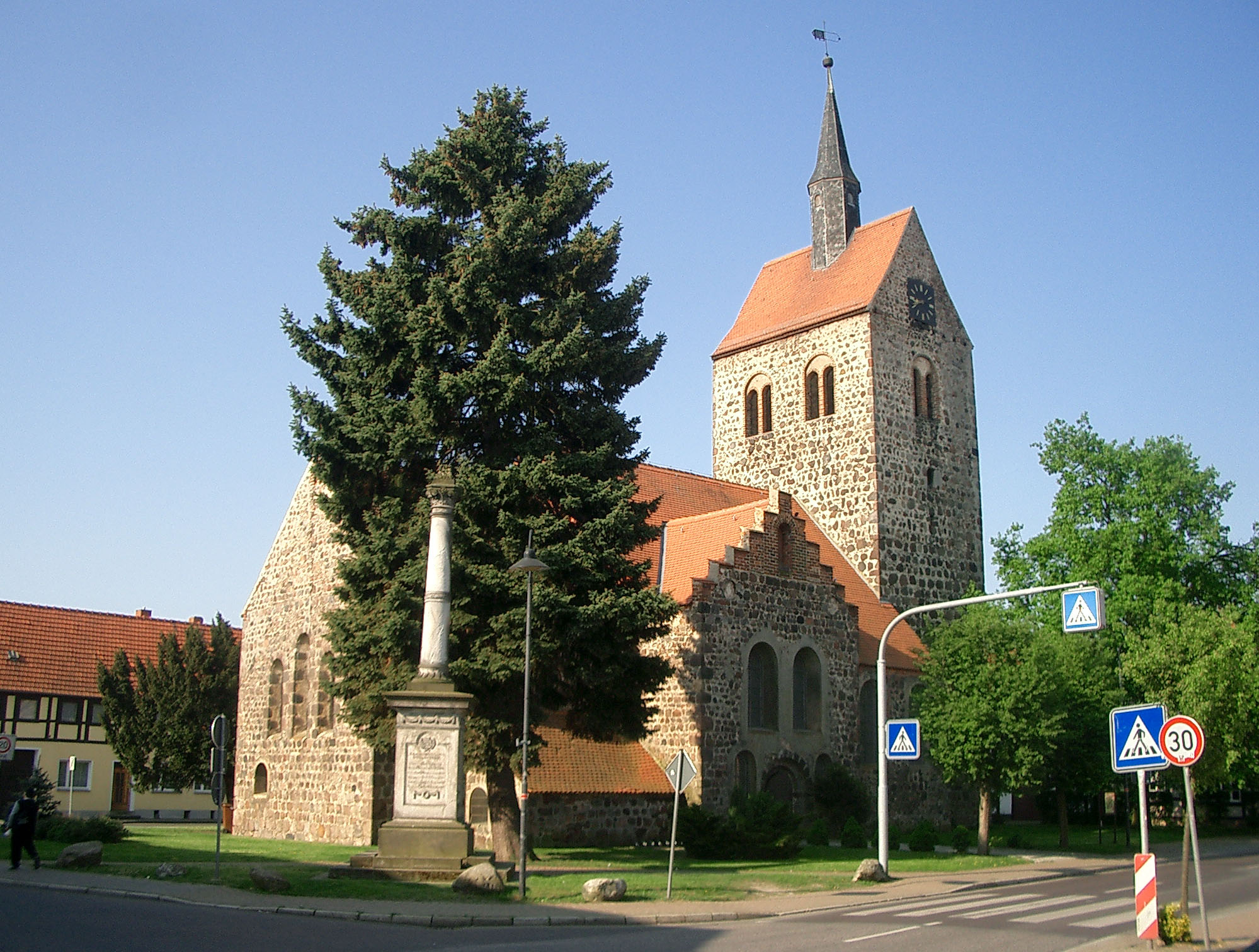
Pfarrkirche und Kriegerdenkmal von Bismark
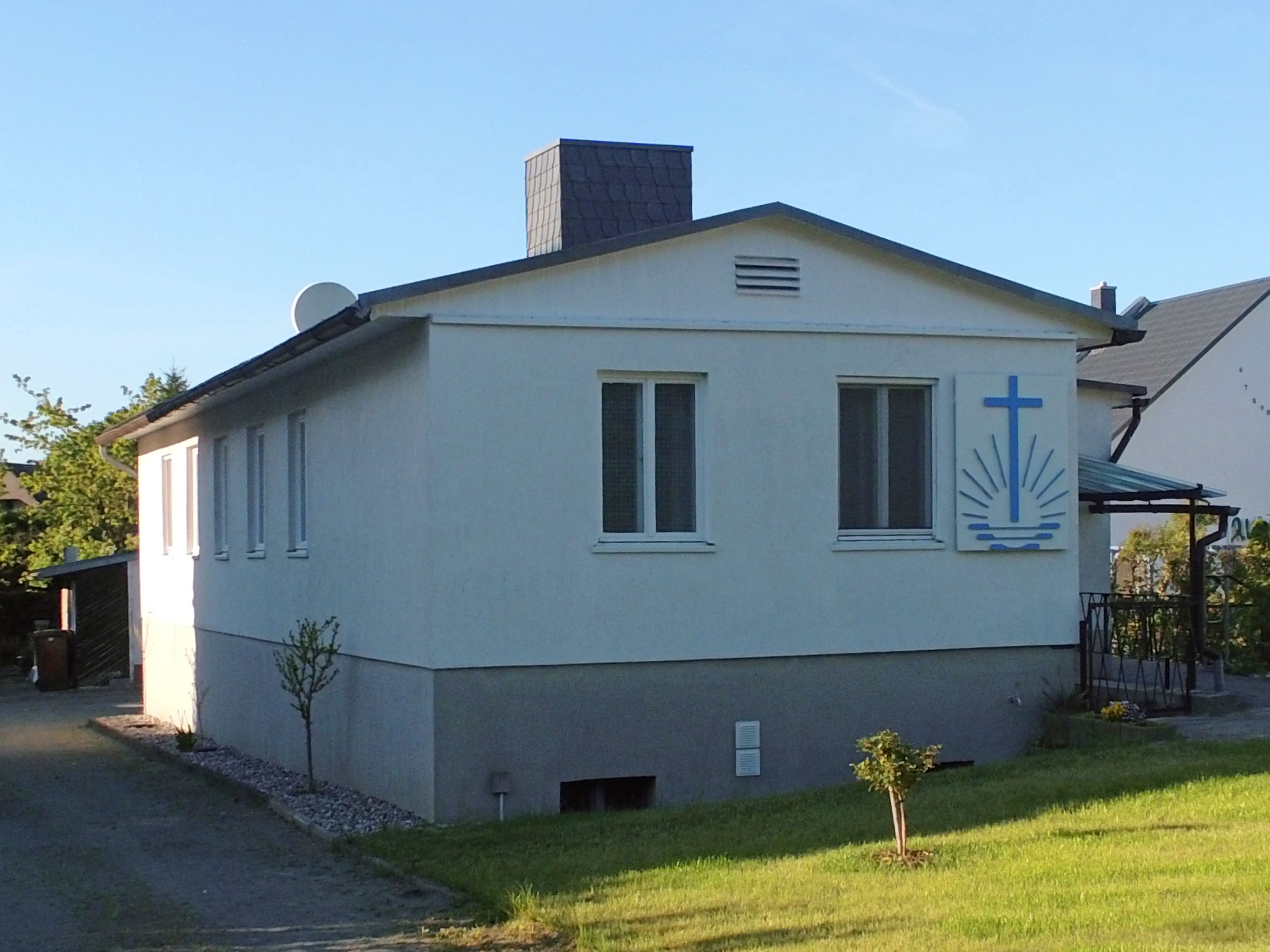
Neuapostolische Kirche
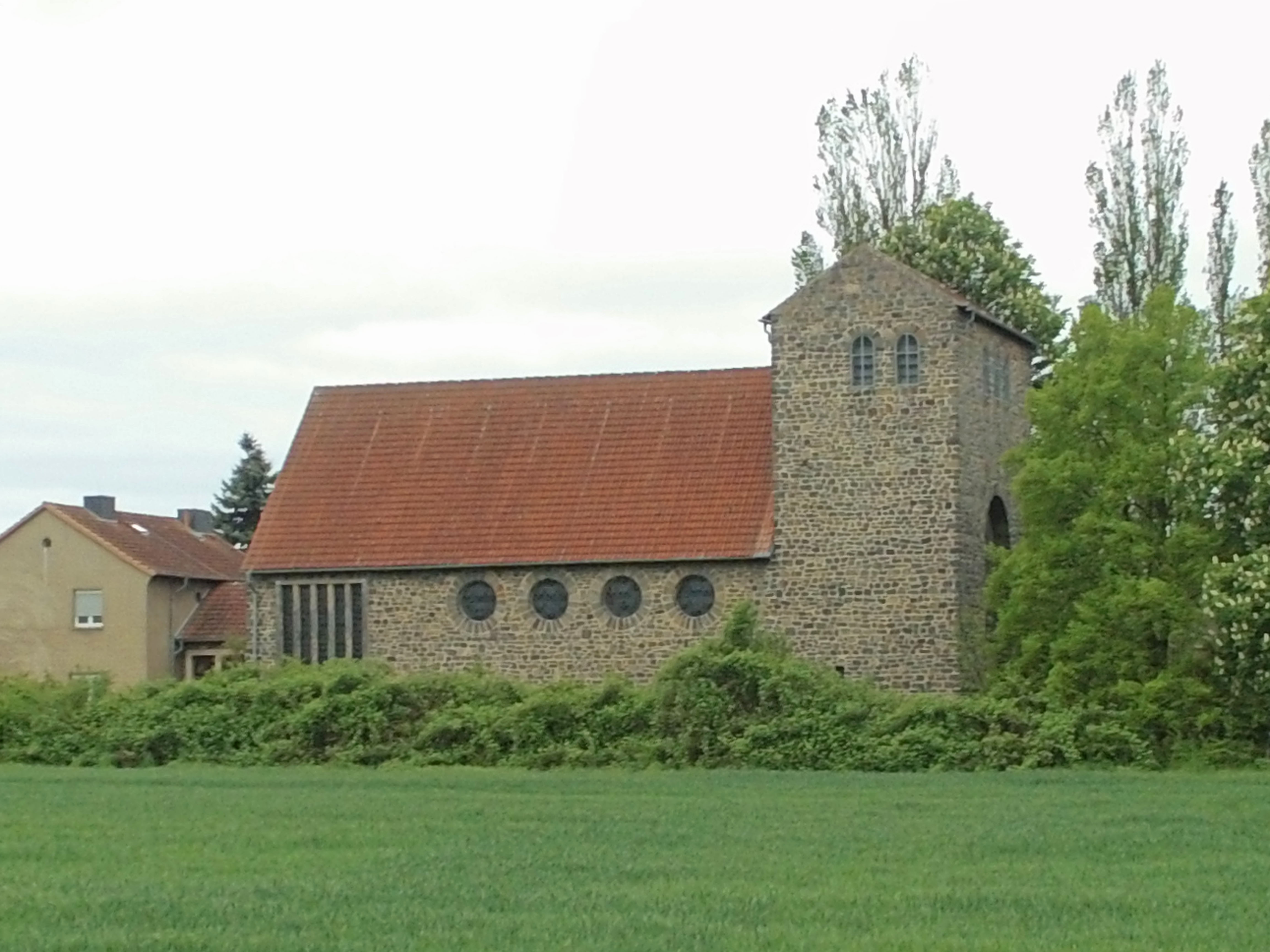
Heilig-Kreuz-Kirche
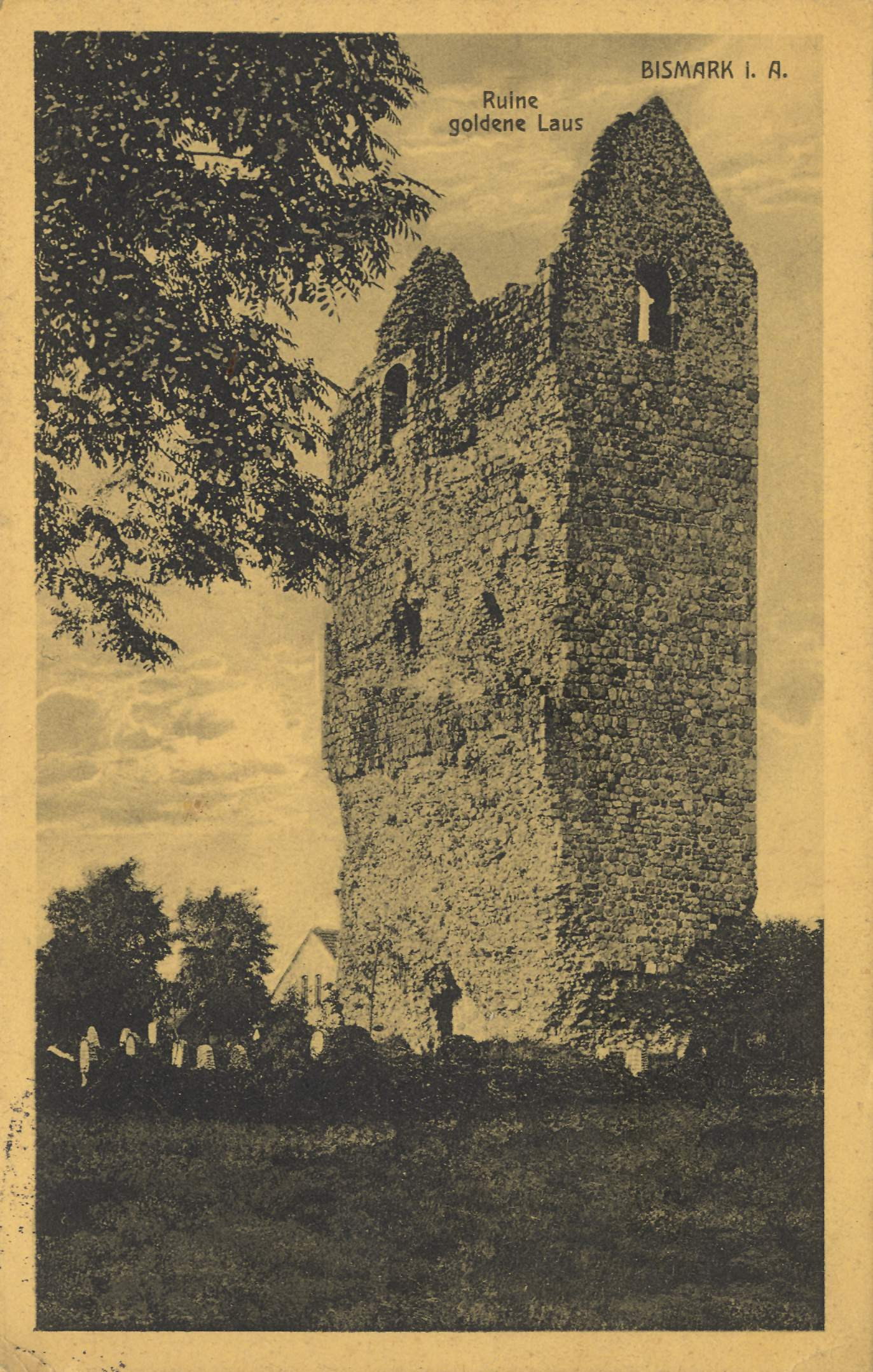
Goldene Laus 1914

## Persönlichkeiten

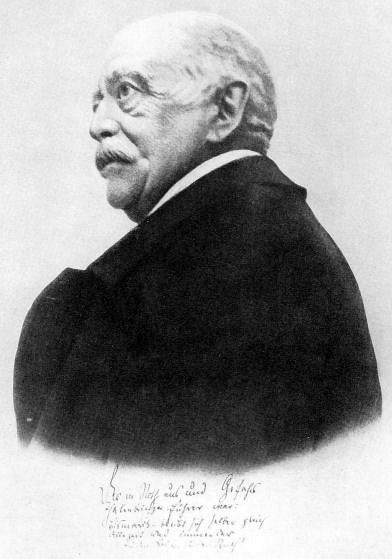
Otto von Bismarck 1895 im Alter von 80 Jahren

### Ehrenbürger
- 1895: Otto von Bismarck

### Söhne und Töchter der Stadt
- Richard Herzig (1851–1934), Architekt und Diözesanbaumeister des Bistums Hildesheim
- Wilhelm Lüdecke (1868–1938), Komponist und Musikverleger
- Richard Meyer (1893–1974), NSDAP-Politiker
- Elise Hampel (1903–1943), sie und ihr Ehemann Otto Hampel schrieben Postkarten mit Antikriegslosungen und Aufrufen gegen die nationalsozialistische Gewaltherrschaft, legten diese in berlinischen Mietshäusern aus, beide wurden am 8. April 1943 im Strafgefängnis Berlin-Plötzensee hingerichtet, ihr Schicksal verarbeitete Hans Fallada im Roman Jeder stirbt für sich allein
- Martin Berg (1905–1969), Offizier, Generalmajor des Heeres, im Ortsteil Arensberg geboren
- Hans-Siegfried Schuster (1910–2002), Altorientalist und Hochschullehrer, im Ortsteil Grassau geboren
- Christel Aschmoneit-Lücke (* 1944), FDP-Politikerin, Mitglied des Schleswig-Holsteinischen Landtags (1992–2005)
- Klaus Wilhelm Gille (1948–2025), politischer Beamter, im Ortsteil Arensberg geboren
- Eduard Stapel (1953–2017), LSVD-Sprecher (1990–2006)
- Christiane Scholz (* 1957), Ärztin und Politikerin (PDS)
- Anne-Kathrin Lindig (* 1962), Musikpädagogin und Violinistin